# Otok Sušac
Otok Sušac är en ö i Kroatien.   Den ligger i länet Dubrovnik-Neretvas län, i den södra delen av landet, 300 km söder om huvudstaden Zagreb. Arean är 4,0 kvadratkilometer.
Terrängen på Otok Sušac är lite kuperad. Öns högsta punkt är 228 meter över havet. Den sträcker sig 2,9 kilometer i nord-sydlig riktning, och 3,9 kilometer i öst-västlig riktning.